# Francesco Puppi
Francesco Puppi, né le 26 janvier 1992 à Côme, est un coureur de fond italien spécialisé en course en montagne. Il a remporté le titre de champion du monde de course en montagne longue distance 2017.

## Biographie
Il débute la course à pied à l'âge de 6 ans, lorsqu'il décide de rejoindre un club d'athlétisme avec sa cousine. Il n'est pas particulièrement talentueux et apprend les vertus du labeur.
Il s'illustre véritablement en 2015. En mars, il prend le départ du semi-marathon Stramilano mais abandonne, sentant que son corps est trop sollicité et évite ainsi une blessure au tendon d'Achille. Cette expérience lui fait prendre conscience des limites de son corps. Il reprend confiance et prend part à la course Cortina-Dobbiaco où il termine septième, puis au marathon de Zermatt où il décroche la médaille de bronze aux championnats du monde de course en montagne longue distance ainsi que la médaille d'or par équipes. Le 18 juillet 2015, il effectue une excellente course au Piz Tri Vertical 2015. Il termine deuxième derrière l'Érytréen Petro Mamu et décroche le titre de champion d'Italie de kilomètre vertical.
En 2017 au Giir di Mont, comptant comme championnats du monde de course en montagne longue distance, il termine deuxième derrière Petro Mamu. Mais ce dernier est ensuite suspendu pour dopage et il perd le titre. Francesco devient donc champion du monde de course en montagne longue distance,.
Il court le marathon de New York 2017 en 2 h 25 min 35 s. Il termine 19e et meilleur Italien.
En 2017 et 2018, il termine deuxième de la Coupe du monde de course en montagne.
Il prend part aux championnats du monde de trail 2019 à Miranda do Corvo. Voyant que les premiers coureurs s'élancent très vite, il décide de suivre son propre rythme et effectue une bonne fin de course pour terminer au pied du podium. Le 16 novembre, il talonne l'Américain Jim Walmsley lors des championnats du monde de course en montagne longue distance à Villa La Angostura sans jamais réussir à le dépasser et décroche la médaille d'argent ainsi que le bronze par équipes.
Le 4 octobre 2020, il retrouve le Français Sylvain Cachard sur le Trophée Nasego et se livre à nouveau à un duel serré. Mais contrairement au Fletta Trail, le Français s'impose devant Francesco. La course comptant comme championnats d'Italie de course en montagne longue distance, Francesco décroche le titre.
Le 11 avril 2021, il participe au Tuscany Camp Marathon organisé sur l'aéroport de Sienne. Poussé par le rythme soutenu des nombreux athlètes venus se qualifier pour le marathon des Jeux olympiques d'été de 2020, il établit un nouveau record personnel en 2 h 16 min 18 s, battant de près de huit minutes sa précédente marque. Il alterne sa saison entre Coupe du monde de course en montagne  et Golden Trail World Series. En Coupe du monde, il décroche notamment une deuxième place en 1 h 45 min 49 s à la montée du Nid d'Aigle derrière son compatriote Xavier Chevrier, ayant terminé également sous le temps du précédent record du parcours détenu par Emmanuel Meyssat. Il s'illustre en fin de saison de la Golden Trail World Series. Le 4 septembre, il lutte en tête du Chiemgau Trail Run avec le Français Frédéric Tranchand mais s'embourbe dans une montée et perd une chaussure. S'arrêtant pour rechausser, il laisse filer ses adversaires mais effectue ensuite une excellente remontée. Tandis que Bartłomiej Przedwojewski s'empare de la tête et file vers la victoire, Francesco parvient à rattraper et à doubler l'orienteur pour s'offrir la deuxième place. Le 16 octobre, il effectue un excellent départ lors de la finale à El Hierro. Formant un groupe de tête avec Stian Angermund et Thibaut Baronian, Francesco parvient à larguer le Français puis profite d'une erreur de parcours du Norvégien pour prendre la tête et s'offrir la victoire. Il termine ainsi à la deuxième place du classement de la Golden Trail World Series.
Après sa victoire à El Hierro, il découvre qu'il est victime d'une fracture de fatigue de l'os pubien ainsi que d'une tendinite aux abdominaux et aux adducteurs. En décembre, une chute à VTT lui provoque une fracture du coude gauche. Il passe l'hiver et le printemps suivant en convalescence. Remis de ses blessures, il fait son retour à la compétition lors de la classique suisse Neirivue-Moléson. Il chute durant la course mais parvient à rallier la ligne d'arriver à la troisième place. Sa chute lui provoque une nouvelle fracture du coude gauche et lui impose une nouvelle pause forcée. Le 5 novembre, il prend le départ de l'épreuve de trail court des championnats du monde de course en montagne et trail à Chiang Mai. Formant un groupe de tête avec Stian Angermund, Jonathan Albon et Max King durant la première moitié de course, il voit le Norvégien accélérer à mi-parcours pour filer vers le titre. Francesco Puppi tente de le suivre mais se voit décrocher. Il assure alors sa deuxième place sur le podium. Il remporte de plus la médaille d'or au classement par équipes.

## Palmarès

### Route
| Année | Compétition              | Lieu      | Place | Épreuve       | Performance     |
| ----- | ------------------------ | --------- | ----- | ------------- | --------------- |
| 2015  | Giro Media Blenio        | Dongio    | 1er   | 10 kilomètres | 32 min 12 s 5   |
| 2017  | 5 Castelli Half Marathon | Bedizzole | 3e    | Semi-marathon | 1 h 8 min 39 s  |
| 2017  | Marathon de New York     | New York  | 19e   | Marathon      | 2 h 25 min 35 s |
| 2020  | Stramagenta              | Magenta   | 2e    | 10 kilomètres | 29 min 48 s     |

### Course en montagne
| no  | masculin           | Course                                                      | Longueur | Départ            | Temps           |
| --- | ------------------ | ----------------------------------------------------------- | -------- | ----------------- | --------------- |
| 3e  | Médaille de bronze | Championnats du monde de course en montagne longue distance | 42,2 km  | 4 juillet 2015    | 3 h 4 min 14 s  |
| 2e  | Médaille d'or      | Championnats d'Italie de kilomètre vertical                 | 3,5 km   | 18 juillet 2015   | 35 min 41 s     |
| 2e  | Médaille d'argent  | Mémorial Partigiani Stellina                                | 11 km    | 23 août 2015      | 1 h 6 min 37 s  |
| 3e  | Médaille de bronze | Sierre-Zinal                                                | 31 km    | 14 août 2016      | 2 h 36 min 28 s |
| 3e  | Médaille de bronze | Mémorial Partigiani Stellina                                | 11 km    | 28 août 2016      | 1 h 11 min 51 s |
| 2e  | Médaille d'argent  | Trophée Nasego                                              | 20,6 km  | 30 avril 2017     | 1 h 38 min 44 s |
| 3e  | Médaille de bronze | Championnats d'Europe de course en montagne                 | 12 km    | 8 juillet 2017    | 1 h 3 min 35 s  |
| 1re | Médaille d'or      | Championnats du monde de course en montagne longue distance | 32 km    | 6 août 2017       | 3 h 14 min 37 s |
| 2e  | Médaille d'argent  | Mémorial Partigiani Stellina                                | 11 km    | 27 août 2017      | 1 h 5 min 53 s  |
| 8e  | 8e                 | Championnats d'Europe de course en montagne                 | 11 km    | 1er juillet 2018  | 49 min 25 s     |
| 3e  | Médaille de bronze | Course de montagne du Grossglockner                         | 13,3 km  | 15 juillet 2018   | 1 h 14 min 18 s |
| 1re | Médaille d'or      | Piz Tri Vertical                                            | 3,5 km   | 4 août 2018       | 34 min 51 s     |
| 4e  | 4e                 | Sierre-Zinal                                                | 31 km    | 12 août 2018      | 2 h 35 min 54 s |
| 2e  | Médaille d'argent  | Mémorial Partigiani Stellina                                | 14,4 km  | 26 août 2018      | 1 h 20 min 37 s |
| 7e  | 7e                 | Championnats du monde de course en montagne                 | 12 km    | 16 septembre 2018 | 59 min 12 s     |
| 2e  | Médaille d'argent  | Course de montagne du Hochfelln                             | 8,9 km   | 30 septembre 2018 | 43 min 56 s     |
| 2e  | Médaille d'argent  | Championnats du monde de course en montagne longue distance | 41,5 km  | 16 novembre 2019  | 3 h 13 min 4 s  |
| 1re | Médaille d'or      | Fletta Trail                                                | 21 km    | 2 août 2020       | 1 h 26 min 27 s |
| 2e  | Médaille d'argent  | Trophée Nasego                                              | 20,6 km  | 4 octobre 2020    | 1 h 35 min 16 s |
| 5e  | 5e                 | Marathon du Mont-Blanc                                      | 38 km    | 4 juillet 2021    | 3 h 28 min 18 s |
| 1re | Médaille d'argent  | Montée du Nid d'Aigle                                       | 19,5 km  | 17 juillet 2021   | 1 h 45 min 59 s |
| 3e  | Médaille de bronze | Mémorial Partigiani Stellina                                | 14,4 km  | 29 août 2021      | 1 h 20 min 18 s |
| 3e  | Médaille de bronze | Neirivue-Moléson                                            | 10,6 km  | 19 juin 2022      | 1 h 1 min 23 s  |
| 3e  | Médaille de bronze | Course du Monte Faudo                                       | 24,9 km  | 15 juin 2025      | 1 h 38 min 20 s |

### Trail
| no  | masculin          | Course                                 | Longueur | Départ            | Temps           |
| --- | ----------------- | -------------------------------------- | -------- | ----------------- | --------------- |
| 1re | Médaille d'or     | Championnats d'Italie de semi-trail    | 23 km    | 21 août 2016      | 1 h 57 min 3 s  |
| 4e  | 4e                | Championnats du monde de trail         | 44 km    | 8 juin 2019       | 3 h 40 min 44 s |
| 2e  | Médaille d'argent | Chiemgau Trail Run                     | 44,8 km  | 4 septembre 2021  | 3 h 50 min 48 s |
| 1re | Médaille d'or     | The One Race - El Hierro               | 37 km    | 16 octobre 2021   | 3 h 58 min 17 s |
| 2e  | Médaille d'argent | Championnats du monde de trail - Court | 48 km    | 5 novembre 2022   | 3 h 11 min 47 s |
| 6e  | 6e                | Championnats du monde de trail - Court | 45,2 km  | 8 juin 2023       | 4 h 28 min 16 s |
| 1re | Médaille d'or     | Lavaredo 50K                           | 50 km    | 23 juin 2023      | 4 h 2 min 16 s  |
| 2e  | Médaille d'argent | OCC                                    | 55 km    | 31 août 2023      | 4 h 44 min 58 s |
| 2e  | Médaille d'argent | Grand Trail des Templiers              | 80,2 km  | 22 octobre 2023   | 6 h 49 min 8 s  |
| 1re | Médaille d'or     | Chuckanut 50K                          | 50 km    | 16 mars 2024      | 3 h 26 min 31 s |
| 1re | Médaille d'or     | Lake Sonoma 50                         | 50 mi    | 13 avril 2024     | 6 h 30 min 17 s |
| 2e  | Médaille d'argent | OCC                                    | 57 km    | 29 août 2024      | 5 h 14 min 46 s |
| 1re | Médaille d'or     | Julian Alps Trail Run - Jat Sky Trail  | 50 km    | 21 septembre 2024 | 4 h 31 min 15 s |
| 1re | Médaille d'or     | Ultra Trail Lago d'Orta                | 75 km    | 12 octobre 2024   | 6 h 21 min 4 s  |
| 1re | Médaille d'or     | Transgrancanaria Marathon              | 47 km    | 21 février 2025   | 3 h 23 min 26 s |
| 1re | Médaille d'or     | Chianti Marathon Trail                 | 46 km    | 23 mars 2025      | 3 h 16 min 57 s |
| 1re | Médaille d'or     | The Canyons Endurance Runs 100K        | 100 km   | 26 avril 2025     | 8 h 4 min 36 s  |
| 1re | Médaille d'or     | Lavaredo 50K                           | 50 km    | 27 juin 2025      | 4 h 2 min 31 s  |

## Records
| Épreuve       | Performance     | Date              | Lieu            |
| ------------- | --------------- | ----------------- | --------------- |
| 3 000 mètres  | 8 min 44 s 76   | 1er mai 2018      | Zogno           |
| 5 000 mètres  | 14 min 34 s 52  | 22 juillet 2020   | Concesio        |
| 10 000 mètres | 29 min 52 s 91  | 27 septembre 2020 | Vittorio Veneto |
| 10 kilomètres | 29 min 48 s     | 2 février 2020    | Magenta         |
| Semi-marathon | 1 h 4 min 41 s  | 16 février 2020   | Vérone          |
| Marathon      | 2 h 16 min 18 s | 11 avril 2021     | Ampugnano       |